# Blair Imani
Blair Imani (geborene Blair Elizabeth Brown, 31. Oktober 1993) ist eine US-amerikanische Autorin, Historikerin und Pädagogin. Sie identifiziert sich als queer, schwarz, bisexuell und muslimisch. Seit 2020 ist sie bekannt für die Erstellung und Moderation der viralen Webserie Smarter in Seconds. Zuvor erlangte sie insbesondere durch ihr Engagement in der Black-Lives-Matter-Bewegung und ihre unrechtmäßige Verhaftung während eines Protests gegen die Erschießung von Alton Sterling Bekanntheit. Auch war sie an Protesten gegen die Executive Order 13769 beteiligt.

## Ausbildung und Beruf
Imani wuchs in San Marino, Kalifornien, auf und machte 2012 ihren Abschluss an der San Marino High School. 2015 schloss sie ihr Studium der Geschichte an der Louisiana State University (LSU) ab.
Während ihrer Zeit an der LSU gründete Imani 2014 die Organisation Equality for HER (Health Education Resources). Equality for HER ist eine gemeinnützige Organisation, die Frauen und nichtbinären Menschen Ressourcen und ein Forum bietet, um sich gestärkt zu fühlen.[1] 2016 arbeitete sie als Pressesprecherin für den Planned Parenthood Action Fund. Sie war außerdem Leiterin der Civic Action & Campaign bei DoSomething, einem Technologieunternehmen für junge Menschen und sozialen Wandel.
Imani ist die Autorin von Modern HERstory: Stories of Women and Nonbinary People Rewriting History, welches im Oktober 2018 bei Ten Speed Press erschienen ist. Das Buch ist von Monique Le illustriert und stellt 70 wichtige People of Color, Queer Menschen, Trans Menschen, Menschen mit Behinderung und mehr dar.
Sie ist außerdem Autorin des illustrierten Geschichtsbuchs Making Our Way Home: The Great Migration and the Black American Dream, das im Januar 2020 veröffentlicht wurde. Es ist von Rachelle Baker illustriert und informiert über die Große Migration, die Geschichte der Schwarzen und „how privilege shows up in the way that we even depict black stories“ (zu dt.: wie sich Privilegien in der Art und Weise zeigen, wie wir schwarze Geschichten darstellen).
Im September 2020 startete Imani „Smarter in Seconds“, eine Reihe von Informationsvideos auf Instagram Reels und TikTok zu Themen wie Einwilligung, Diskriminierung und Umweltschutz.

## Aktivismus in Baton Rouge
Am 10. Juli 2016, nach der Erschießung von Alton Sterling, nahm Imani an einer Protestkundgebung in Baton Rouge, Louisiana, teil. Während der Protestaktion wurden sie und ihr Partner Akeem Muhammad festgenommen. In einem Interview mit The Intercept schilderte Imani ihre Begegnung mit SWAT-Beamten in Baton Rouge. Sie gab an, niedergetrampelt und verbal bedroht worden zu sein. Sie wurde fotografiert, als sie schreiend von Spezialeinheiten weggetragen wurde.
Während ihrer Gefangenschaft behauptete sie, ein Beamter habe ihr den Hijab abgenommen.
Weniger als eine Woche nach ihrer Verhaftung organisierte Imani gemeinsam mit der Studierendenvertretung der Louisiana State University eine Mahnwache als Reaktion auf und zum Gedenken an die Ermordung von drei Polizisten in Baton Rouge. In einem Artikel imAdvocate schrieb sie: „All violence is wrong“ (zu dt.: Alle Gewalt ist falsch) und sie sei gegen jegliche Brutalität, einschließlich Gewalt gegen Polizisten.

## Privatleben
Imani konvertierte 2015 vom Christentum zum Islam. Während der Black-Lives-Matter-Proteste nach der Schießerei in Chapel Hill 2015, beschloss Imani Kontakt zu nahegelegenen Moscheen aufzunehmen, um sowohl für das Leben der Schwarzen als auch für die Rechte und Sicherheit der Muslime in Amerika zu kämpfen. Dies führte schließlich zu ihrer Konversion. Sie erklärte, sie würde den Koran lesen, was ihre Verbindung zu Gott vertiefte.
Sie änderte ihren Nachnamen in Imani und erklärte dieser bedeute so viel wie ‚mein Glaube‘ und sei einer der Kwanzaa-Tage. Es sei zudem ein Wort auf Suaheli und auf Arabisch. Sie begann den Hijab zu tragen, hörte jedoch nach der Präsidentschaftswahl 2016 im Sinne ihrer eigenen Sicherheit vorübergehend damit auf.
Imani outete sich im Juni 2017 bei einem Auftritt in der Sendung „Tucker Carlson Tonight“ als queer. Während der Sendung sprach sie über ihren Kampf für Gemeinschaften, darunter auch die LGBTQ-Community, wurde jedoch unterbrochen. Moderator Tucker Carlson erklärte: sie sei nicht eingeladen, um im Namen dieser Gemeinschaften zu sprechen. Blair antwortete sie sei aber nicht nur eine Muslimin, sondern auch eine schwarze, queere Person. Die Bekanntgabe erntete sowohl positive als auch negative Reaktionen, darunter Morddrohungen und aufmunternde Worte. Nach ihrem Coming-out sagte sie, sie habe Unterstützung von queeren Muslimen und jungen Menschen aus aller Welt erhalten und Trost in der Darstellung von LGBT-Muslimen in „The Bold Type“ gefunden.

## Publikationen
- Modern HERstory: Stories of Women and Nonbinary People Rewriting History. Penguin Random House 2018, ISBN 978-0-399-58223-3.
- Making Our Way Home: The Great Migration and the Black American Dream. Penguin Random House 2020, ISBN 978-1-984856-92-0.
- Read This to Get Smarter about Race, Class, Gender, Disabilty & More. Penguin Random House 2021, ISBN 978-1-984860-54-5.